# Fidżi na Mistrzostwach Świata w Lekkoatletyce 2011
Fidżi na Mistrzostwach Świata w Lekkoatletyce 2011 reprezentowane było przez jednego zawodnika.

## Występy reprezentantów Fidżi

### Mężczyźni

#### Konkurencje techniczne
| Konkurencja    | Zawodnik        | Eliminacje | Eliminacje | Finał    | Finał   |
| Konkurencja    | Zawodnik        | Rezultat   | Pozycja    | Rezultat | Pozycja |
| -------------- | --------------- | ---------- | ---------- | -------- | ------- |
| Rzut oszczepem | Leslie Copeland | 76,57 m    | 22         |          |         |